# Andorinhas (Braga)
O Bairro das Andorinhas, igualmente conhecido como Bairro Social das Andorinhas, é um bairro na cidade de Braga, em Portugal.

## Descrição e história
O bairro situa-se na área Noroeste do centro de Braga, na freguesia de São Vicente. Além dos prédios de habitação, conta igualmente com espaços verdes, estabelecimentos comerciais, um ringue polidesportivo, um parque infantil e um espaço de ginástica de manutenção. Conta com duas organizações cívicas, a Comissão de Festas e Confraria das Andorinhas e a Associação de Moradores do Bairro das Andorinhas, tendo esta última sido criada com a finalidade de combater os problemas do bairro, e promover o diálogo entre os moradores e as instituições públicas, como a autarquia de Braga, a Junta de Freguesia de São Vicente, e a empresa municipal BragaHabit.
Foi concluído em 1983, contando então com 32 prédios de habitação, tendo sido construído pelo Instituto de Gestão e Alienação do Património Habitacional do Estado. Em 1984 foi fundada a Associação de Moradores do Bairro das Andorinhas, e em 1988 foi assinado um protocolo com o Fundo de Apoio aos Organismos Juvenis, permitindo que alguns dos espaços originalmnente destinados a comércio fossem cedidos a várias associações.
Em 2000 era composto por 33 blocos de apartamentos, formando cerca de 240 fogos. Nessa época sofria de vários problemas de degradação, tanto nos prédios de habitação como nos espaços verdes. Foi alvo de profundas obras de requalificação em 2004, por ocasião do Campeonato Europeu de Futebol, tendo então sido instalado um ringue polidesportivo e dois parques, um infantil e outro de ginástica. Em Abril de 2014 o jornal Correio do Minho entrevistou Jorge Marques, presidente da Confraria das Andorinhas, por ocasião dos festejos de Páscoa no bairro, tendo então comentado que «com esta Festa da Páscoa, os habitantes encheram-se de brio, com a sua Associação de Moradores, mostram que é mesmo bom viver no Bairro das Andorinhas». Nesse ano tinha cerca de mil habitantes.
Em 6 de Maio de 2024, a Comissão de Assuntos Económicos, Empresas Municipais e Turismo da Assembleia Municipal de Braga, visitou as obras que estavam a ser feitas no Bairro das Andorinhas. A operação no bairro foi feita no âmbito do Programa 1.º Direito e da Estratégia Local de Habitação de Braga, e envolveram um investimento de cerca de 6 milhões de Euros, apoiado por fundos comunitários. Nesse momento já tinham sido terminadas as obras nos blocos 10, 11, 15 e 16, e nas partes comuns dos 5, 6, 7, 8 e 9, faltando consignar as empreitadas correspondentes aos blocos 26 e 27 e às partes comuns dos Blocos 20, 21 e 22, e lançar a empreitada relativa às partes comuns dos Blocos 31, 32 e 33. O vereador da Habitação e presidente do Conselho de Administração da Bragahabit, João Rodrigues, referiu que estas obras iriam permitir um «aumento considerável» na dignidade e qualidade de vida dos habitantes, explicando que «estamos a falar de obras de interior e exterior que vão garantir casas muito mais confortáveis e eficientes. Pela importância das intervenções, é importante que a Assembleia Municipal esteja a par do avançar do decorrer dos trabalhos». Carlos Videira, administrador executivo da Bragahabit, afirmou que «a BragaHabit já submeteu 81 candidaturas de proprietários privados do Bairro das Andorinhas, através da figura de Beneficiário Direto, algo permitirá o seu acesso ao financiamento proveniente do 1.º Direito e a realização da correspondente reabilitação das frações habitacionais privadas», enquanto que João Nogueira, da Comissão de Assuntos Económicos, Empresas Municipais e Turismo da Assembleia Municipal de Braga, explicou que a comissão que visitou as obras tinha «como missão acompanhar e fiscalizar as competências da Câmara Municipal em matéria de habitação», salientado os esforços realizados pela Bragahabit para cumprir as políticas de habitação desenvolvidas pelo poder central.